# Stadtoldendorf
Stadtoldendorf − miasto w Niemczech, w kraju związkowym Dolna Saksonia, w powiecie Holzminden, siedziba gminy zbiorowej Eschershausen-Stadtoldendorf. Do 31 grudnia 2010 siedziba gminy zbiorowej Stadtoldendorf.

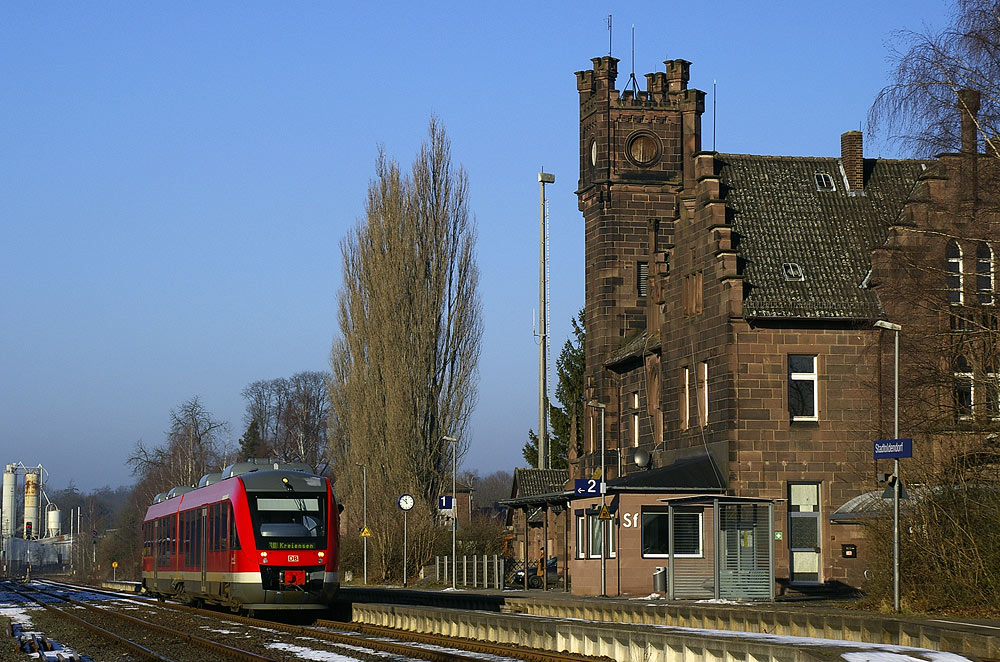
Stacja kolejowa w Stadtoldendorfie